# سيتي لينك
سيتي لينك هو شركة الطيران منخفضة التكلفة وشركة التابعة لجارودا إندونيسيا ويقع مقرها الرئيسي في جاكرتا، إندونيسيا. تأسست سيتي لينك منذ عام 2001 وأعدت من أجل خدمة نقل مكوكية في كل أماكن المدينة الإندونيسية لعملياتها، وقد تم قرارها بأن تقع المسؤولية العملية على سيتي لينك كأحد الشركات الطيران التي في عملياتها مستقلًا منذ 30 يوليو 2012. توجد 17 طائرات التي تمتلكها سيتي لينك بتجهيزاته هم شعار الجديد وزي الموحد الجديد ورمز النداء الجديد. يقع مركزها الرئيسي في مطار جواندا الدولي، سورابايا، شرق جافة. كانت عمليات سيتي لينك ممنوعة في المجال الدولي الأوروبي حتى سمح له بالإستمرار بعملياته في 16 يونيو 2016.
بعد أن تحصل سيتي لينك على شهادة مشغل جوي في شهر آب 2012، كان قد حمل ثمانية ملايين شخص بحاجة إلى خدمة الطيران الخاصة بسيتي لينك نهاية العام 2013، فبلغ 85 في المائة على المعدل الاحتلال وبلغ 87 في المائة على الوصول في وقت المحدد.